# Roberto Márquez
Roberto Ramón Márquez Bugueño (Antofagasta, 22 de octubre de 1951) es un músico chileno, compositor, charanguista, vocalista y director musical del grupo Illapu desde sus inicios en 1971.

## Vida personal
Márquez nació en Antofagasta, hijo de Ramón Márquez Ríos (fallecido en el año 2000) y Aída del Carmen Bugueño Carrasco (1917-1998). Estudió en el Colegio Yugoslavo de Antofagasta (actual Hrvatska Skola San Esteban) y en el Internado Nacional Barros Arana.

## Discografía con Illapu

### Álbumes de estudio
- 1972 - Música andina
- 1975 - Illapu (reeditado como Chungará)
- 1976 - Despedida del pueblo
- 1977 - Raza brava
- 1978 - Canto vivo
- 1979 - El grito de la raza (primera versión inédita)
- 1981 - El canto de Illapu
- 1982 - Y es nuestra
- 1984 - De libertad y amor
- 1988 - ...Para seguir viviendo
- 1991 - Vuelvo amor... vuelvo vida
- 1993 - En estos Días
- 1995 - Multitudes
- 1998 - Morena esperanza
- 2002 - Illapu (reeditado como Ojos de niño)
- 2006 - Vivir es mucho más
- 2014 - Con sentido y razón

### Álbumes en vivo
- 1980 - Theatre de la Ville
- 1989 - En vivo: Parque La Bandera
- 2000 - Momentos vividos
- 2005 - Illapu 33
- 2008 - Illapu VIVO